# Axel Tuanzebe
Axel Tuanzebe (sinh ngày 14 tháng 11 năm 1997) là cầu thủ bóng đá chuyên nghiệp người Congo hiện đang thi đấu ở vị trí trung vệ cho câu lạc bộ Ipswich Town tại EFL Championship.
Tuanzebe trưởng thành từ lò đào tạo trẻ của Manchester United. Anh ra mắt đội một trong trận đấu gặp Wigan Athletic tại Cúp FA vào tháng 1 năm 2017 trước khi sang Aston Villa theo dạng cho mượn. Anh trở thành cầu thủ trẻ nhất mang băng đội trưởng của United kể từ Norman Whiteside năm 1985, trong trận gặp Rochdale tại EFL Cup vào tháng 9 năm 2019.

## Sự nghiệp

### Manchester United
Tuanzebe gắn bó với học viện Manchester United từ năm 8 tuổi. Tháng 5 năm 2015, Tuanzebe giành giải Jimmy Murphy Young Player of the Year. Ngày 31 tháng 10 năm 2015, ở tuổi 17, Tuanzebe có tên trên băng ghế dự bị trong trận gặp Crystal Palace tại Premier League.
Ngày 29 tháng 1 năm 2017, Tuanzebe có trận ra mắt Manchester United khi vào sân ở phút 68, thay cho Timothy Fosu-Mensah trong trận thắng 4–0 trước Wigan Athletic tại Old Trafford. Bốn ngày sau, anh gia hạn hợp đồng với United đến năm 2020, với tùy chọn thêm một năm. Ngày 7 tháng 5 năm 2017, Tuanzebe lần đầu tiên đá chính trong trận thua 2–0 trước Arsenal tại Premier League. Anh đã giành được danh hiệu Denzil Haroun Reserve Team Player of the Year vào tháng 5 năm 2017.
Aston Villa (mượn)
Ngày 8 tháng 8 năm 2021 Tuanzebe gia nhập Aston Villa theo dạng cho mượn kéo dài 1 mùa giải

## Cuộc sống cá nhân
Tuanzebe sinh ra tại Bunia, Cộng hoà Dân chủ Congo. Anh theo học tại trường trung học St Cuthbert's RC ở Rochdale và là đội trưởng đội bóng đá năm 7 vào chơi trận chung kết giải bóng đá học sinh quốc gia tại Stamford Bridge năm 2009. Cùng năm đó, anh đã được thị trưởng của Rochdale trao tặng giải thưởng "Cậu bé thể thao của năm". Anh cũng từng đại diện cho trường mình thi đấu bộ môn chạy việt dã và nhảy ba bước. Anh trai của Tuanzebe là tiền đạo Dimitri Tuanzebe.
Tháng 7 năm 2018, anh phá kỷ lục Guinness thế giới khi trở thành người nhanh nhất vượt qua trò chơi Hungry Hungry Hippos với chỉ 17.36 giây.

## Thống kê sự nghiệp

### Câu lạc bộ
Tính đến 14 tháng 12 năm 2021
| CLB                | Mùa giải       | Giải vô địch     | Giải vô địch | Giải vô địch | Cúp quốc gia | Cúp quốc gia | Cúp liên đoàn | Cúp liên đoàn | Châu Âu | Châu Âu | Khác | Khác | Tổng cộng | Tổng cộng |
| CLB                | Mùa giải       | Hạng đấu         | Trận         | Bàn          | Trận         | Bàn          | Trận          | Bàn           | Trận    | Bàn     | Trận | Bàn  | Trận      | Bàn       |
| ------------------ | -------------- | ---------------- | ------------ | ------------ | ------------ | ------------ | ------------- | ------------- | ------- | ------- | ---- | ---- | --------- | --------- |
| Manchester United  | 2015–16        | Premier League   | 0            | 0            | 0            | 0            | 0             | 0             | 0       | 0       | —    | —    | 0         | 0         |
| Manchester United  | 2016–17        | Premier League   | 4            | 0            | 1            | 0            | 0             | 0             | 0       | 0       | 0    | 0    | 5         | 0         |
| Manchester United  | 2017–18        | Premier League   | 1            | 0            | 0            | 0            | 1             | 0             | 1       | 0       | 0    | 0    | 3         | 0         |
| Manchester United  | 2018–19        | Premier League   | 0            | 0            | 0            | 0            | 0             | 0             | 0       | 0       | —    | —    | 0         | 0         |
| Manchester United  | 2019–20        | Premier League   | 5            | 0            | 0            | 0            | 2             | 0             | 3       | 0       | —    | —    | 10        | 0         |
| Manchester United  | 2020–21        | Premier League   | 0            | 0            | 0            | 0            | 0             | 0             | 3       | 0       | —    | —    | 3         | 0         |
| Manchester United  | Tổng cộng      | Tổng cộng        | 10           | 0            | 1            | 0            | 3             | 0             | 4       | 0       | 0    | 0    | 18        | 0         |
| Aston Villa (mượn) | 2017–18        | EFL Championship | 5            | 0            | 0            | 0            | 0             | 0             | —       | —       | 0    | 0    | 5         | 0         |
| Aston Villa (mượn) | 2018–19        | EFL Championship | 25           | 0            | 0            | 0            | 2             | 0             | —       | —       | 3    | 0    | 30        | 0         |
| Aston Villa (mượn) | 2021–22        | Premier League   | 9            | 0            | 0            | 0            | 2             | 0             | —       | —       | —    | —    | 11        | 0         |
| Aston Villa (mượn) | Tổng cộng      | Tổng cộng        | 39           | 0            | 0            | 0            | 4             | 0             | —       | —       | 3    | 0    | 46        | 0         |
| Tổng sự nghiệp     | Tổng sự nghiệp | Tổng sự nghiệp   | 58           | 0            | 2            | 0            | 8             | 0             | 12      | 0       | 3    | 0    | 83        | 0         |

1. 1 2  Ra sân tại UEFA Champions League
2. ↑  Ra sân tại UEFA Europa League
3. ↑  Ra sân tại play-offs EFL Championship